# Midway Stadium
Le Midway Stadium est un stade de baseball, d'une capacité de 6000 places, situé dans la ville de Saint Paul, dans l'État du Minnesota, aux États-Unis.
Il est situé au 1771 Energy Park Drive.

## Histoire
Il est depuis sa construction en 1982 le domicile de l'équipe de baseball universitaire de l'Université Hamline, et depuis 1993 celui des Saints de Saint Paul, club de baseball mineur évoluant en Association américaine de baseball.
Un premier stade de baseball, aujourd'hui démoli, a porté le nom de Midway Stadium. Ce premier Midway Stadium a été le domicile de 1957 à 1960 des Saints de Saint Paul, club de baseball mineur évoluant en Association américaine. Il est démoli en 1981.